# Апорија
Апорија (званично Aporia) је српски филм из 2006. године. Режирао га је Арис Мовсесијан, који је написао и сценарио.